# مقاطعة كايلالي
مقاطعة كايلالي هي مدينة من مدن نيبال. يبلغ عدد سكانها 616,697 نسمة وذلك حسب إحصائيات سنة 2001. تبلغ مساحتها 3225 كم².